# Соглашение по Буганде (1955)
В конце XIX века Буганда, располагавшаяся вдоль северо-западного побережья озера Виктория, на юге центральной части современного государства Уганда, была могущественным восточно-африканским государством. 
Соглашение 1955 г. изменило Соглашение по Буганде 1900 г., по которому Буганде была предоставлена значительная автономия во внутренних делах в рамках протектората Уганда, находившегося под британским правлением. 
"Соглашение по Буганде, 1955 г." 18 октября указанного года подписали сэр Эндрю Коэн, губернатор и главнокомандующий Протектората Уганда, от имени Её Величества Елизаветы II, Королевы Соединенного королевства Великобритании и Северной Ирландии, с одной стороны, и Эдвард Уильям Фредерик Дэвид Валугембе Мутеби Лувангула Мутеса II, кабака Буганды, от имени и в интересах кабаки, вождей и народа Буганды. 
Новое соглашение разрешило тупиковую ситуацию между губернатором, стремившимся к развитию Уганды как унитарного государства, и кабакой (королём), который хотел, чтобы Буганда была самостоятельным субъектом для сохранения национальной самобытности. Кабака от имени народа Буганды заключил соглашение о надежном сотрудничестве с губернатором, о защите Британского протектората, содействии ему и ведении дел в его интересах со своей стороны, со стороны своего народа и доминионов. В конце соглашения имеются подписи губернатора, кабаки и других присутствующих.